# 超級籃球聯賽
超級籃球聯賽（ちょうきゅうらんきゅうれんさい）は、中華民国（台湾）の準プロバスケットボール団体である。
発足は2003年。英語の通称はSBL（スーパーバスケットボールリーグ）。
参加チームは7チーム、大会は7チームによる年間5回総当り制、上位4位チームでプレイオフや決勝戦でチャンピオン（総冠軍）を争う。

## 歴史
2003年夏に発足し、2003年11月に開幕。

## ルール
4クォーター制で、10分ずつ行う。
パーソナルファウルが5回になると退場となる。

### SBL独自のルール
- アンスポーツマンライク・ファウルやテクニカルファウルの場合…フリースローの後、ファウルされたチームのスローインで再開
- TVタイムアウト…中継する放送局がコマーシャルに進むことができるオフィシャルタイムアウト、第1クォーターと第3クォーターの競技時間が5分を経過した後に、初めてボールがデッドになった場合に、60秒のタイムアウトが自動的に実施される、ただしその時間を経過する前に両チームのどちらかがタイムアウトをコールした場合、オフィシャルタイムアウトは第2クォーターと第4クォーターの同じ状況に持ち込む。
- 第1シーズンのみプレイオフを含めた全試合は第2クォーター後もクォーター毎ごとにジャンピングボールからスタートする。
- 外国人選手登録規定…各チームに1人外国人選手を雇用することができる、2021年現在では身長制限を再びかけられている。

## リーグキャッチフレーズ
「毎一戦、都是決戦」
「すべての戦いが決戦だ」という意味、プレイオフはもちろん、レギュラーシーズンの試合も一試合一試合が大切ということ。

## シーズンキャッチフレーズ
2003-04シーズン：「做對手的死神」
「相手の死神になれ」という意味、かならず勝敗がつくバスケットボールのコート、相手を倒さないと自分が倒されてしまうので、相手の死神にならないと勝てないのである。
2004-05シーズン：「冠軍聖戒，統治籃壇」
2シーズン目のこの年より、リーグ・チャンピオンに、チャンピオン・リングを授けることになった。シーズン・キャッチフレーズもそれにちなんでいる。意味は「チャンピオンリングの持ち主は、バスケットボール界を制す」
2005-06シーズン：「生死以求」
2006-07シーズン：「全星開戦」
2007-08シーズン：「沈溺其中」
その中に夢中にする、バスケットボールのためなら、「不自由」になってもいいぐらい、SBLはそんなに面白いのです。(オフィシャルCFより)
2010-11シーズン：「每一秒，都有英雄」
「一秒ごとにヒーローが存在する」、バスケットボールの試合のドラマチックさ、そしてリーグ戦のドラマチックさをアピール。
2011-12シーズン：「全面進化」
外国人選手の雇用規定を変更や、5回戦総当りの試合制度の中で新たに設立した「エボリューションチャレンジ」 で大会が進化を遂げることをアピール。

## 構成球団
- 彰化璞園柏力力
- 裕隆納智捷（旧・裕隆恐龍）
- 台湾ビール
- 台湾銀行

## チームの変遷
- 2003-04シーズン：SBL発足、裕隆恐龍、新浪獅、達欣工程、中廣戦神、九太テクノロジー、台湾ビール、台湾銀行が参加する。
- 2004-05シーズン：中廣戦神の参加資格を緯來テレビネットワークに譲渡することを承認し、球団名は「緯來猟人」に変更、また、九太テクノロジーの参加資格を東森グループに譲渡することも承認し、球団名は「東森羚羊」に変更。
- 2005-06シーズン：幼敏グループ(YMYグループ)が新浪獅の球団命名権(ネーミングライツ)を取得し、球団名はグループ会社の「幼敏電銷」に変更、だが球団は引き続き新浪獅の経営者が経営する。
- 2006-07シーズン：YMYグループがチームのネーミングライツを東風衛星テレビに譲り、球団名は「東風鷹」に変更される、球団の責任者は新浪獅の経営者のまま。
- 2007-08シーズン：新浪獅が保有する東風鷹の参加資格を璞園建設に譲渡する、東風鷹の経営者は3度目の球団名変更でついに経営から手を引くことになった、東森グループの参加資格は賽亞テクノロジーに譲渡し、賽亞テクノロジーの子会社＝米迪亞テクノロジーをチーム名をする、また緯來テレビネットワークも参加資格を富邦グループの台湾大哥大に譲渡した。
- 2008-09シーズン：米迪亞精霊が同会社が買収した台湾プロ野球の米迪亞暴龍が八百長スキャンダルを発覚したため経営撤退、参加資格を譲渡し、金門酒廠が新たに命名権を取得し、金門酒廠のチーム名になる、金門酒廠は2013年にて正式に球団買収。
- 2014-15シーズン：台湾大を所有している富邦グループはチームを直接傘下に入れさせた同時に富邦勇士と改称。
- 2019-20シーズン：富邦勇士、達欣工程がSBLを脱退、富邦勇士はABL、PLGに転籍、達欣工程は所属選手をリリースしてアマチュア大会参加に、金門酒廠がスポンサーシップなどを撤退、九太テクノロジーがチームを買い戻し、九太科技とチーム名に戻った。
- 2022-23シーズン：九太テクノロジーがチーム解散、桃園璞園は今季より2季間、彰化県バスケ委員会に参加資格に譲渡し、彰化柏力力として桃園璞園の出場枠を行使。

## 現在の参加チーム
彰化璞園柏力力
2001年秋から2003年春まで中国バスケットボール1部リーグ(現在はプロリーグ)に参加。2004年夏から秋まで選手の入れ替えをした(ベテラン選手の引退勧告ができずで選手を他球団に放出し、大量の新人が加入)からチームの不振が続き、2シーズン連続3勝27敗の成績でリーグ戦を終えるも、2度目となる主力選手を放出した第4回リーグ戦は7勝と進歩した。そして2008年3月9日に、4季ぶりのプレーオフ進出を果たし、15勝を記録した、第8回リーグ戦までに4大会連続プレーオフ進出を果たすも準決勝敗退を繰り返しているが、第9回リーグ戦の2012年5月10日にSBL初優勝を果たし、第12回リーグ戦まで4連覇を達成し、第15回リーグ戦で5回目の優勝を果たす、現球団名になったのは新浪のオーナーが多忙のため球団を手放し、他企業に買収したため。3年連続球団名変更は台湾スポーツ史上初で2015年現在でも唯一のケース、2016年から桃園市政府とパートナーシップ関係を結び、桃園璞園と名乗る、2022年7月に2季間、彰化県バスケ委員会に参加資格に譲渡し、彰化柏力力として2022-23シーズンより参加、また彰化柏力力は桃園璞園のチーム史を引き継かない。
裕隆納智捷（ユーロン・ラクスジェン）
台湾ビール
1968年チーム発足。台湾ビールを製造販売する国営企業・台湾菸酒公司が経営するチーム、一度解散の危機があったが、当時のチームスタッフの人間関係などや、選手のプレースタイルがSBL入り後に存分に発揮し、チーム人気が急上昇する、第3回リーグ戦で準優勝まで駆け登り、ついに2007年6月2日で第4回リーグ戦の優勝を勝ち取り、さらに2008年4月20日に2連覇を達成した。2006年10月21日には、bjリーグの大阪エヴェッサとプレシーズンマッチを行った、第8回リーグ戦で3回目の優勝を、第10回リーグ戦からチーム再建で、第13回リーグ戦で4回目の優勝を果たす、第17回リーグ戦で5回目の優勝、第18回リーグ戦は開幕20連勝を記録して、6度目の優勝を達成した。
台湾銀行
1973年創立。国営銀行が経営するチーム、予算が低く、チームの平均給料は一人1ヶ月でおよそ6万円で少ない、有力選手はすぐ移籍してしまうのがネック。コツコツの努力で第1回リーグの最下位からついに第3回リーグはプレーオフ進出を果たしたが、翌年では最下位に転落、2007年2月から2008年1月にかけて、シーズン越しの公式戦28連敗のワースト記録も作った、4大会連続最下位に低迷するも、第8回リーグ戦は5位の健闘を見せた、またこの第8回リーグ戦からチームは社内が応援団を結成していて、チームを後押しする姿勢を見せているが、第18回リーグ戦まで、一度もプレーオフで勝ち抜けたことは無く、低迷期が非常に長いチームになっている、第19回リーグ戦で初優勝した。

## 過去の参加チーム
富邦勇士（Fubon Braves）
1983年創立。身売り回数がかなり多い球団。前身の一つである緯来は2004年から2007年8月まで経営していた。またSBLの中で最初に専属ダンススタイルのチアガールを結成したチームでもあった。
2007年9月から富邦グループ傘下の台湾携帯電話サービス大手「台湾大哥大」がチームを買収し現在の経営体制に、チアガールは第6回リーグ戦途中まで在籍した。同年より台湾バスケットボール界の元スター選手の鄭志龍がヘッドコーチに就任、守備重視のバスケを展開する、一試合の最小失点リーグ記録の保持者ではあるが成績が低迷なシーズンが続き、2011年夏からはチーム名を「台湾大バスケットボールチーム」に改め、2014年に富邦勇士とチーム名を変更、2019年に初優勝を飾るもリーグ脱退。
達欣工程（達欣虎）（ダーシーン・タイガース）
九太科技
2004年に、九太科技より東森衛星放送および関連企業が買収。東森と緯來は台湾のケーブルテレビ業者および衛星放送の二大グループで、両チームが2004年～2007年までの対戦に注目が集めていた、有力選手を多数持っているが、チームがSBL参入して以来なかなか成績が上がらず。リーグ発足後から4シーズンで唯一プレーオフ進出したことがないチーム。2007年8月1日付で身売り、所属していたチアガールは台湾ビールに移籍し、特定の対戦相手に登場する(台湾ビールが出場する全試合での登場ではない)、球団は新しいチアガールを取り入れることに。買収後の2007～2008シーズンは悲願のプレーオフ初出場を果たした、またこのチームを買い取った米迪亞はこれをきっかけに、2008年2月で台湾プロ野球の誠泰を買収し、台湾で初めて2大スポーツ同時参入する企業となった。しかし同10月に同企業のプロ野球球団の八百長スキャンダルが勃発し、同年度で2009年1月開幕のSBLチームも譲渡する結果となり、チアガールも解散、新オーナー企業は2008年10月下旬に発表され、2007～2008シーズンでの背スポンサーの金門酒廠が新チーム名に、2013年に金門酒廠は正式に球団を買収した、第15回リーグ戦で初のプレーオフシリーズの勝ち抜きを記録、2019年に九太科技がチームを買い戻すも、2021-22シーズン終了後に解散した。

## 優勝チーム
- 2003-04シーズン：裕隆恐龍
- 2004-05シーズン：裕隆恐龍
- 2005-06シーズン：裕隆恐龍
- 2006-07シーズン：台湾ビール
- 2007-08シーズン：台湾ビール
- 2008-09シーズン：達欣虎
- 2009-10シーズン：裕隆恐龍
- 2010-11シーズン：台湾ビール
- 2011-12シーズン：璞園建設
- 2012-13シーズン：璞園建設
- 2013-14シーズン：璞園建設
- 2014-15シーズン：璞園建設
- 2015-16シーズン：台湾ビール
- 2016-17シーズン：達欣虎
- 2017-18シーズン：璞園建設
- 2018-19シーズン：富邦勇士
- 2019-20シーズン：台湾ビール

## 歴代参加チーム
| シーズン | 参加チーム     | 参加チーム   | 参加チーム     | 参加チーム | 参加チーム | 参加チーム | 参加チーム |
| -------- | -------------- | ------------ | -------------- | ---------- | ---------- | ---------- | ---------- |
| 2003-04  | 裕隆恐龍       | 新浪獅       | 達欣工程       | 中広戦神   | 九太科技   | 台湾啤酒   | 台湾銀行   |
| 2004-05  | 裕隆恐龍       | 新浪獅       | 達欣工程       | 緯來猟人   | 東森羚羊   | 台湾啤酒   | 台湾銀行   |
| 2005-06  | 裕隆恐龍       | 幼敏電銷     | 達欣工程       | 緯來猟人   | 東森羚羊   | 台湾啤酒   | 台湾銀行   |
| 2006-07  | 裕隆恐龍       | 東風老鷹     | 達欣工程       | 緯來猟人   | 東森羚羊   | 台湾啤酒   | 台湾銀行   |
| 2007-08  | 裕隆恐龍       | 璞園建築     | 達欣工程       | 台湾大雲豹 | 米迪亜精霊 | 台湾啤酒   | 台湾銀行   |
| 2008-09  | 裕隆納智捷     | 璞園建築     | 達欣工程       | 台湾大雲豹 | 金門酒廠   | 台湾啤酒   | 台湾銀行   |
| 2010     | 裕隆納智捷     | 璞園建築     | 達欣工程       | 台湾大雲豹 | 金門酒廠   | 台湾啤酒   | 台湾銀行   |
| 2010-11  | 裕隆納智捷     | 璞園建築     | 達欣工程       | 台湾大雲豹 | 金門酒廠   | 台湾啤酒   | 台湾銀行   |
| 2011-12  | 新北裕隆納智捷 | 台中璞園建築 | 台北達欣工程   | 台湾大     | 金門酒廠   | 台湾啤酒   | 台湾銀行   |
| 2012-13  | 新北裕隆納智捷 | 台中璞園建築 | 台北達欣工程   | 台湾大     | 金門酒廠   | 台湾啤酒   | 台湾銀行   |
| 2013-14  | 新北裕隆納智捷 | 台中璞園建築 | 台北達欣工程   | 台湾大     | 金門酒廠   | 台湾啤酒   | 台湾銀行   |
| 2014-15  | 新北裕隆納智捷 | 台中璞園建築 | 台北達欣工程   | 富邦勇士   | 金門酒廠   | 台湾啤酒   | 台湾銀行   |
| 2015-16  | 裕隆納智捷     | 璞園建築     | 台北達欣工程   | 富邦勇士   | 金門酒廠   | 台湾啤酒   | 台湾銀行   |
| 2016-17  | 裕隆納智捷     | 桃園璞園建築 | 台北達欣工程   | 富邦勇士   | 金門酒廠   | 台湾啤酒   | 台湾銀行   |
| 2017-18  | 裕隆納智捷     | 桃園璞園建築 | 台北達欣工程   | 富邦勇士   | 金門酒廠   | 台湾啤酒   | 台湾銀行   |
| 2018-19  | 裕隆納智捷     | 桃園璞園建築 | 台北達欣工程   | 富邦勇士   | 金門酒廠   | 台湾啤酒   | 台湾銀行   |
| 2019-20  | 裕隆納智捷     | 桃園璞園建築 | 社会甲組へ転向 | 転至ABL    | 九太科技   | 台湾啤酒   | 台湾銀行   |